# Hertzka Tivadar
Hertzka Tivadar, másképp Theodor Hertzka (Pest, 1845. július 14. – Wiesbaden, 1924. október 22.) magyar-osztrák író, újságíró, közgazdasági író. 

## Élete
Konzervatív zsidó családban született Pesten. Szülei Hertzka Móric és Holländer Rozália voltak. Tanulmányait budapesti és bécsi egyetemeken végezte. Élete nagy részét újságíróként külföldön – főként Ausztriában – töltötte. 1872-től 1880-ig a Neue Freie Presse közgazdasági rovatát vezette. 1880-ban megalapította a Wiener Allgemeine Zeitungot, melynek főszerkesztője volt. 1889-től a Zeitschrift für Staats- und Volkswirtschaft című államtudományi és közgazdasági szemlét szerkesztette. Az 1890-es évek végén visszatért a magyar fővárosba. 1901-től a Magyar Hírlap főszerkesztője lett. Érdeklődést keltett az 1890-ben megjelent Freiland, ein soziales Zukunftsbild című Kelet-Afrikában játszódó utópisztikus regénye, amelyben a társadalmi problémák megoldására a föld államosítását javasolta. Gondolait továbbformálta következő könyvében, mely az Eine Reise nach Freiland címet viselte. A két könyv hatására számos Freiland-egyesületet alapítottak, amikben arisztokraták és munkások egyaránt részt vettek. 1894-ben híveinek támogatásával százötvenhat tagból álló "Szabadföld"-expedíció indulhatott Afrikába, de az angol hatóságok megakadályozták letelepedésüket. Az első világháborút követően Wiesbadenben telepedett le.

## Főbb művei
- Währung und Handel (Bécs, 1876)
- Die Gesetze der Handelspolitik (Leipzig, 1880)
- Das Personenporto (Bécs, 1885, A vasutaknál az egységes olcsó személyszállítást eszközölő javaslata.)
- Die Gesetze der sozialen Entwicklung (Leipzig, 1886)
- Das Wesen des Geldes (Leipzig, 1887)
- Das internationale Währungsproblem und dessen Lösung (Leipzig, 1892)
- Eine Reise nach Freiland (Leipzig, 1893)
- Szabadföld (Budapest, 1893)
- Wechselkurs und Agio (Wien, 1894)
- A bimetallizmus és az agrárok Ausztria-Magyarországon (Budapest, 1896)
- Az emberi gazdaság problémái (Budapest, 1897)
- Das soziale problem (Berlin, 1912)